# Komet (1896)
Komet, officiellt HM Torpedbåt Komet, var en torpedbåt i svenska flottan. Hon var flottans första 1:a klass torpedbåt och kom att stå modell för den följande Blixt-klassen. Huvudbestyckningen utgjordes av två 38 cm torpedtuber, en fast i stäven och en svängbar på akterdäck, och den sekundära bestyckningen av två snabbskjutande 47 mm kanoner. Komet byggdes på varvet Schichau i Tyskland och sjösattes den 4 juni 1896. Den 12 augusti samma år levererades hon till Marinen. 1916 omklassades Komet till vedettbåt med beteckningen V20. Komet utrangerades den 15 januari 1926.